# Обухово (Курганская область)
Обухово — село в Притобольном районе Курганской области России. Административный центр и единственный населённый пункт Обуховского сельсовета.

## География
Село находится на юге Курганской области, в пределах юго-западной части Западно-Сибирской равнины, в лесостепной зоне, на берегах реки Чернявой, на расстоянии примерно 25 километров (по прямой) к северо-востоку от села Глядянского, административного центра района. Абсолютная высота — 140 метров над уровнем моря.
Климат
Климат характеризуется как резко континентальный, с холодной продолжительной малоснежной зимой и тёплым сухим летом. Среднегодовая температура — 1,6 °C. Средняя температура воздуха самого холодного месяца (января) составляет −17,9 °C (абсолютный минимум — −47 °С); самого тёплого месяца (июля) — 19,3 °C (абсолютный максимум — 41 °С). Вегетационный период длится 168 дней. Годовое количество атмосферных осадков — 346 мм, из которых 263 мм выпадает в период с апреля по октябрь. Продолжительность периода с устойчивым снежным покровом равна 157 дням.

## Население
| 1989 | 2002 | 2010 | 2012 | 2013 | 2014 | 2015 |
| ---- | ---- | ---- | ---- | ---- | ---- | ---- |
| 608  | ↘493 | ↘370 | ↘367 | ↘343 | ↘318 | ↘299 |
| 2016 | 2017 | 2018 | 2019 | 2020 |      |      |
| ↘288 | ↘279 | ↘271 | ↗274 | ↗293 |      |      |

Гендерный состав
По данным Всероссийской переписи населения 2010 года в гендерной структуре населения мужчины составляли 47,3 %, женщины — соответственно 52,7 %.
Национальный состав
Согласно результатам Всероссийской переписи населения 2002 года, в национальной структуре населения русские составляли 99 %.